# Меньщиков, Афанасий Емельянович
Афанасий Емельянович Меньщиков (29 января 1913 — 31 мая 1986) — командир стрелковой роты 685-го стрелкового полка 193-й стрелковой дивизии 65-й армии Центрального фронта, Герой Советского Союза.

## Биография
Родился 16 (29) января 1913 года в селе Уненкер ныне Шилкинского района Читинской области в крестьянской семье. По национальности русский.
Окончил 7 классов. Работал в колхозе. Участвовал в зимовке на архипелаге Новая Земля. Был женат, в браке родились 2 дочери, Валентина и Серафима.
В Красной Армии в 1935—1938 годах и с 1941 года. В боях Великой Отечественной войны с июня 1941 года. В 1942 году окончил курсы младших лейтенантов. Член ВКП(б)/КПСС с 1943 года.
В числе первых 15 октября 1943 года преодолел реку Днепр в районе села Каменка Репкинского района Черниговской области Украинской ССР, выбил противника из траншеи и прикрыл переправу через Днепр основных сил 193-й стрелковой дивизии. Отважный офицер был ранен, но не покинул поле боя.
Указом Президиума Верховного Совета СССР от 30 октября 1943 года за образцовое выполнение боевых заданий командования на фронте борьбы с немецко-фашистскими захватчиками и проявленные при этом мужество и героизм лейтенанту Меньщикову Афанасию Емельяновичу присвоено звание Героя Советского Союза с вручением ордена Ленина и медали «Золотая Звезда» (№ 1540).
С 1946 года — в запасе. Жил в городе Петропавловск-Камчатский. Умер 31 мая 1986 года.
Награждён орденом Ленина, орденами Отечественной войны 1-й и 2-й степени, медалями.